# Henri Cordier (Bergsteiger)

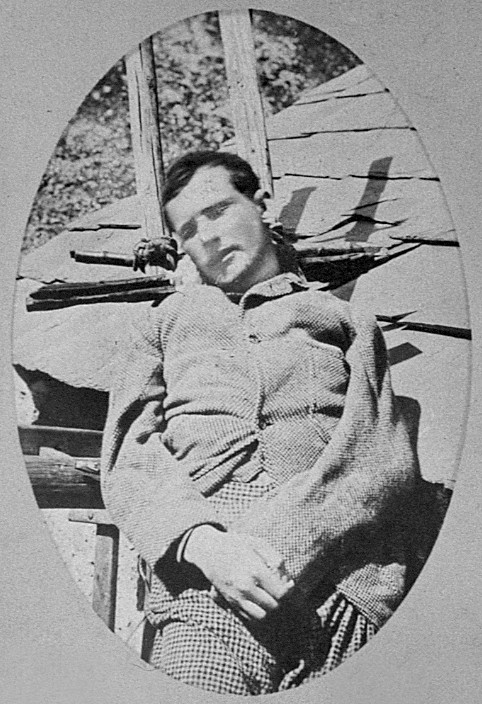
Henri Cordiers Leichnam nach der Bergung

Henri Cordier (* 1856; † 7. Juni 1877 oberhalb von La Bérarde; auch Henry Cordier) war ein französischer Bergsteiger. In seiner kurzen zweijährigen Karriere erreichte er als erster Franzose das Niveau der englischen Mitglieder des Alpine Clubs, die in den sogenannten „Goldenen Jahren“ des Alpinismus in der zweiten Hälfte des 19. Jahrhunderts die bergsteigerische Erschließung der Alpen dominierten. Mit seinen Bergführern und teilweise mit Bergkameraden des Alpine Clubs führte er bedeutende Erstbesteigungen im Mont-Blanc-Massif und in den Dauphiné-Alpen (Massif des Écrins) durch.

## Großtouren und Erstbesteigungen
- 21. Juni 1876: Erstbesteigungsversuch der 3983 m hohen La Meije – damals einer der letzten großen unberührten Gipfel – über die Nordwand durch die Corridors mit den Bergführern Jakob Anderegg, Andreas Maurer und J. Bouillet (aus la Grave).
- 28. Juni 1876: Aiguille du plat de la Selle[1] in der Soreiller-Gruppe des Massif des Écrins, 3597 m, mit den Bergführern Jakob Anderegg und Andreas Maurer.[2]
- 3. Juli 1876: Südgrat des Le Râteau[3], 3809 m, im Massif des Écrins, mit Jakob Anderegg, Andreas Maurer.
- 15. Juli 1876: Südostgrat des Finsteraarhorn mit Jakob Anderegg und Kaspar Maurer.[4]
- 31. Juli 1876: Cordier-Couloir in der Nordwand der 4122 m hohen Aiguille Verte im Montblanc-Massiv mit Thomas Middlemore, John Oakley Maund und den Bergführern Jakob Anderegg, Andreas Maurer und Johann Jaun[4]
- 4. August 1876: Cordier-Route in der Nordwand der Les Courtes (neben Aiguille Verte und Les Droites im Montblanc-Massiv) mit Thomas Middlemore, John Oakley Maund und den Bergführern Jakob Anderegg, Andreas Maurer und Johann Jaun.[4]
- 7. August 1876: Erstbesteigung des Ostgipfels der Les Droites (im Montblanc-Massiv, niedrigster 4000er der Alpen), mit Thomas Middlemore, John Oakley Maund und den Bergführern Jakob Anderegg, Johann Jaun d. J. und Andreas Maurer.
- 12. August 1876: Erstbesteigungsversuch des Piz Bernina über den Nordgrat, den er als absolut unmöglich bezeichnete (er wurde dennoch schon zwei Jahre danach erklettert).
- 1. Juni 1877: Erneuter Besteigungsversuch der Meije über den Tabuchetgletscher mit Jakob Anderegg und Andreas Maurer.
- 7. Juni 1877: Erstbesteigung des 3563 m hohen Le Plaret[5] im Massif des Écrins mit Jakob Anderegg et Andreas Maurer.[2]

## Unfall
Beim Abstieg vom Plaret machte die erfolgreiche Gruppe, nachdem sie die Spaltenzone erfolgreich gemeistert und das Seil abgelegt hatte, auf dem unteren Teil eines Gletschers Rast. Cordier ging dann voraus und versuchte vor den Augen seiner entsetzten Begleiter einen steilen Schneehang über dem hier in zwei bis drei Meter unter der Oberfläche dahinschießenden Gletscherfluss hinunterzurutschen. Die Schneefläche brach plötzlich ein und
Cordier wurde von dem Wildwasser unter das Eis mitgerissen und ertrank. Seine Leiche konnte erst am folgenden Tage im Rahmen einer aufwändigen aber vergeblichen Rettungsaktion geborgen werden. Henri Cordier war nur 21 Jahre alt geworden.

## Erinnerung
An Henri Cordier erinnert im Massif des Écrins der oberhalb des Glacier Blanc gelegene und nach ihm benannte Pic de Neige Cordier, den erstmals am 3. August 1877 Paul Guillemin, Émile Pic und Pierre Estienne erstiegen. Außerdem erhielt man seinen Namen für die Nachwelt in zwei Erstlingsrouten fest, die er 1876 mit Thomas Middlemore, John Oakley Maund und den Führern Jakob Anderegg, Andreas Maurer und Johann Jaun begangen hatte: dem Cordier-Couloir in der Nordwand der Aiguille Verte und der Cordier-Route in der Nordwand der Les Courtes (beide im Montblanc-Massiv).